# Coso Cornelio Léntulo (cónsul 25)
Coso Cornelio Léntulo (en latín, Cossus Cornelius Lentulus) fue un Senador romano de la primera mitad del siglo I que desarrolló su carrera política bajo los imperios de Augusto y Tiberio.

## Familia
Miembro de la prominente familia de origen republicano de los Cornelios Léntulos, era hijo de Coso Cornelio Léntulo, consul ordinarius en 1 a. C., bajo Augusto, y hermano de Gneo Cornelio Léntulo Getúlico, consul ordinarius bajo Tiberio en 26, al año siguiente que él mismo.

## Carrera política
Su primer cargo conocido es el de consul ordinarius en 25,
siendo nombrado ese mismo año gobernador del distrito militar de Germania Superior, cargo que desempeñó hasta 30.

## Descendencia
Su hijo fue Coso Cornelio Léntulo, consul ordinarius en 60, bajo Nerón. 